# Гейдрун

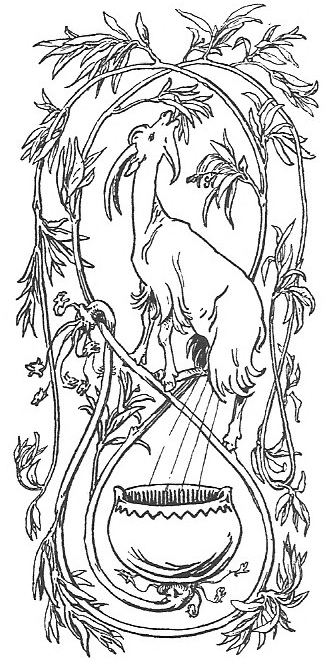
Коза Гейдрун об'їдає листя з дерева Лерад в той час, як її вим'я виробляє мед, який збирається в горщик (1895). Лоренц Фрьоліх.

Гейдрун (давньосканд. Heiðrún) — в германо-скандинавській міфології коза, яка об'їдає листя Світового дерева Іггдрасілль з даху Вальгалли. Її невичерпне молоко живить ейнгеріїв.

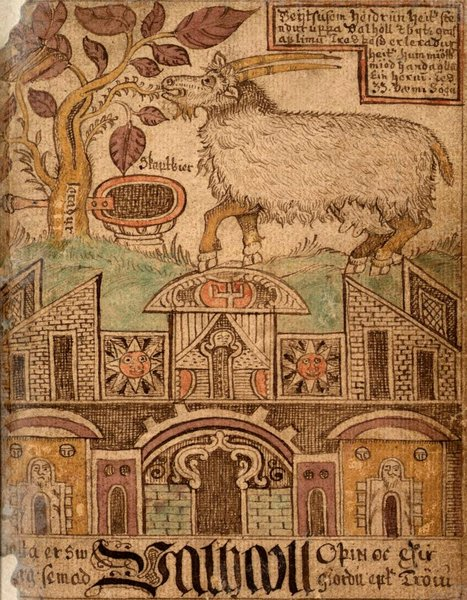
Гейдрун об'їдає листя з Лерадe, стоячи на вершині Вальгалли, ілюстрація з ісландського рукопису XVIII-го століття.